# جبل زهد
جبل زهد جبل من سلسلة جبال مدين في السعودية، يقع بالقرب من شرما في منطقة تبوك، ويبلغ ارتفاعه1,980 م (6,496 قدم).